# Banyumanik (plaats)
Banyumanik is een bestuurslaag in het regentschap Semarang van de provincie Midden-Java, Indonesië. Banyumanik telt 11.022 inwoners (volkstelling 2010).